# Mikhail Bezverkhny
Mikhail Lvovich Bezverkhny ( en ruso: Михаил Львович Безверхний; nacido el 27 de julio de 1947 en San Petersburgo) es un violinista, violista, compositor, pintor y actor ruso.

## Vida y carrera
Bezverkhny nació en San Petersburgo en 1947 y comenzó sus estudios de violín a la edad de 5 años en la Escuela de Música del Conservatorio de San Petersburgo donde estudió con Liubov Segal (alumno de Leopold Auer ) y Jacob Riabinkov. En 1965 comenzó sus estudios en el Conservatorio de Moscú con e maestro Yuri Yankelevich. También estudió con Maya Gleyzarova, Abram Shtern y Nahum Latinsky . Es ganador de varios concursos internacionales:
- 1967: 2º premio, Concurso Wieniawski[2]
- 1969: 2º premio, concurso de música de cámara de Múnich.
- 1972: 2º premio, concurso de violín de Montreal
- 1972: 1° premio, concurso de música de cámara de Belgrado
- 1974: 1° premio, concurso de música de cámara de Budapest
- 1976: 1° premio, Concurso Reina Isabel de Bruselas[3]

En 1978 se le prohibió salir de la URSS. Después de la caída del muro de Berlín inmigró en febrero de 1990 a Bélgica. Desde octubre de 1992, Bezverkhny ha sido miembro del Trío Shostakovich, con el cual ha grabado más de 40 discos para Melodya y Deutsche Grammophon. Durante su vida  ha desarrollado una intensa actividad como violinista, violista, compositor, director y también fue actor y pintor. Trabajó varias veces con el director letones-estadounidense Imant Kotsinsh con quien gravó  piezas de Spohr y Mendelssohn, además de tener una amplia Discografía. Actualmente es profesor en el Real Conservatorio de Gante. Entre sus alumnos se encuentran Yoris Jarzynski y Dmitri Berlinsky, entre otros.
Como compositor, escribió una pieza virtuosa para violín y piano llamada Suite Gambrinus. La banda sonora de Suite Gambrinus ganó el primer Premio como el mejor Soundtrack durante el Festival Internacional de Cine de Valencia en 1992.
como pintor fue reconocido por el Museo de arte moderno de Bolonia en Italia, el cual adquirió tres de sus pinturas por parte del Raccolta Lercaro en 2011.